# Identificación de oportunidades de inversión

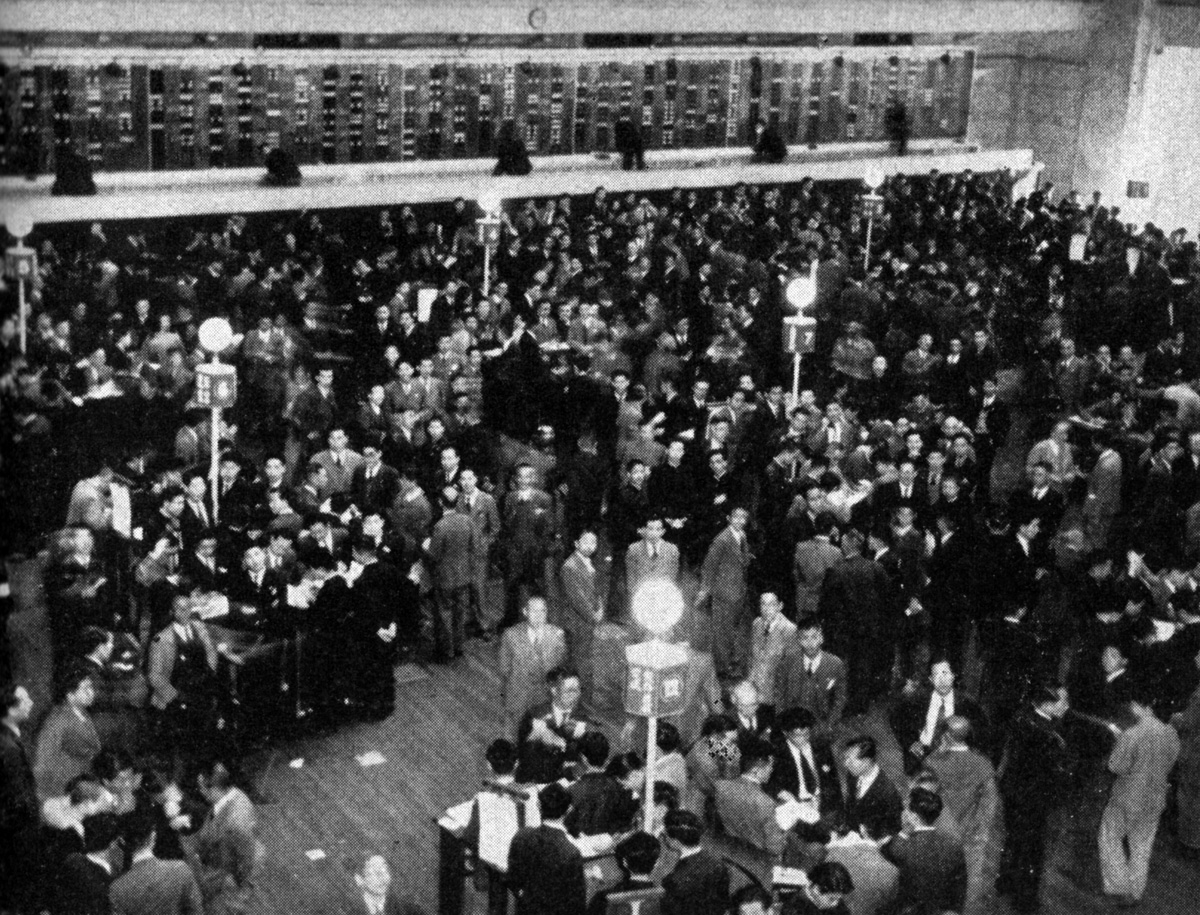
Inversores en la Bolsa de Tokio en 1950

La identificación de oportunidades de inversión (en inglés deal sourcing o deal origination) es un término utilizado por profesionales de las finanzas, como gestores de capital inversión o banqueros de inversión, para describir el proceso por el cual las empresas encuentran estas posibilidades. El término puede aplicarse a capital riesgo o capital inversión. Asegurarse de que se identifica un alto número de oportunidades es imperativo para que las firmas especializadas mantengan un volumen de negocio viable, ya que solo llegarán a buen término algunas de las oportunidades identificadas.
Por ello, la mayoría de gestores de capital riesgo, capital inversión y banca de inversión utilizan varios métodos y estrategias de generación para esta identificación. Mientras algunas empresas recurren a equipos externos de especialistas para ayudar con el  proceso de identificación, otras pueden utilizar personal propio. Los bancos de inversión normalmente proporcionan oportunidades tanto desde el lado de la oferta como del de la demanda. Se pueden identificar oportunidades de ambos tipos.

## Planteamiento tradicional
La identificación de oportunidades de inversión dependía de una amplia red de contactos y una buena reputación. Tener conocimientos sobre una industria específica y una idea de los tratos similares que se producían en el mercado se consideraba una ventaja añadida  para la colocación de una oferta.

## Identificación en línea
Los métodos tradicionales de identificación están dejando rápidamente paso a plataformas en línea para oportunidades del lado de la oferta y del de la demanda. Varias compañías internacionales de tecnología financiera proporcionan servicios a usuarios para permitirles ir más allá de su habitual red de contactos. Además, la identificación en línea se considera vital en fusiones y adquisiciones. Entre las plataformas disponibles pueden citarse Navatar, SourceScrub, Axial, Dealsuite, BankerBay y Dealnexus.